# Călătorie în timp (serial)
Călătorie în timp, denumire originală în engleză Amazing Stories, este un serial de antologie fantastic de groază SF american creat de Steven Spielberg. A fost transmis în premieră TV de NBC în Statele Unite în 1985 - 1987. 
Serialul a fost nominalizat la 12 premii Emmy și a câștigat cinci. Episodul primului sezon "The Amazing Falsworth" a adus scriitorului Mick Garris Premiul Edgar pentru cel mai bun episod al unui serial TV. Nu a fost un serial de mare succes (sezonul 1 fiind pe locul 40 iar al doilea pe locul 46) și nu a fost reînnoit după ce contractul pe doi ani a expirat. Filmul SF din 1987 Prieteni de departe (*batteries not included) a fost inițial programat ca un episod al acestui serial, dar lui Steven Spielberg i-a plăcut povestea așa de mult încât a decis ca să fie realizat un film cinematografic.
Titlul original al serialului este o licență Amazing Stories, prima revistă specializată de literatură științifico-fantastică.

## Episoade
Toate episoadele au o durată de cca. 25 de minute, cu excepția a două episoade ("The Mission" și "Go To The Head Of The Class") care au fiecare câte 50 de minute.

### Sezonul I (1985–1986)
| #    | Titlu                                  | Regizat de          | Scris de                                                         | Premiera TV |
| ---- | -------------------------------------- | ------------------- | ---------------------------------------------------------------- | ----------- |
| 1x01 | "Ghost Train"                          | Steven Spielberg    | Scenariu: Frank Deese Povestire: Steven Spielberg                | 1985·Sep·29 |
| 1x02 | "The Main Attraction"                  | Matthew Robbins     | Scenariu: Brad Bird și Mick Garris Povestire: Steven Spielberg   | 1985·Oct·06 |
| 1x03 | "Alamo Jobe"                           | Michael D. Moore    | Scenariu: Joshua Brand & John Falsey Povestire: Steven Spielberg | 1985·Oct·20 |
| 1x04 | "Mummy Daddy"                          | William Dear        | Scenariu: Earl Pomerantz Povestire: Steven Spielberg             | 1985·Oct·27 |
| 1x05 | "The Mission"                          | Steven Spielberg    | Scenariu: Menno Meyjes Povestire: Steven Spielberg               | 1985·Nov·03 |
| 1x06 | "The Amazing Falsworth"                | Peter Hyams         | Scenariu: Mick Garris Povestire: Steven Spielberg                | 1985·Nov·03 |
| 1x07 | "Fine Tuning"                          | Bob Balaban         | Scenariu: Earl Pomerantz Povestire: Steven Spielberg             | 1985·Nov·10 |
| 1x08 | "Mr. Magic"                            | Donald Petrie       | Joshua Brand & John Falsey                                       | 1985·Nov·17 |
| 1x09 | "Guilt Trip"                           | Burt Reynolds       | Gail Parent & Kevin Parent                                       | 1985·Dec·01 |
| 1x10 | "Remote Control Man"                   | Bob Clark           | Scenariu: Douglas Lloyd McIntosh Povestire: Steven Spielberg     | 1985·Dec·08 |
| 1x11 | "Santa '85" a.k.a. "One Amazing Night" | Phil Joanou         | Scenariu: Joshua Brand & John Falsey Povestire: Steven Spielberg | 1985·Dec·15 |
| 1x12 | "Vanessa in the Garden"                | Clint Eastwood      | Steven Spielberg                                                 | 1985·Dec·29 |
| 1x13 | "The Sitter"                           | Joan Darling        | Scenariu: Mick Garris Povestire: Joshua Brand & John Falsey      | 1986·Ian·05 |
| 1x14 | "No Day at the Beach"                  | Lesli Linka Glatter | Scenariu: Mick Garris Povestire: Steven Spielberg                | 1986·Ian·12 |
| 1x15 | "One for the Road"                     | Thomas Carter       | James D. Bissell                                                 | 1986·Ian·19 |
| 1x16 | "Gather Ye Acorns"                     | Norman Reynolds     | Scenariu: Stu Krieger Povestire: Steven Spielberg                | 1986·Feb·02 |
| 1x17 | "Boo!"                                 | Joe Dante           | Lowell Ganz & Babaloo Mandel                                     | 1986·Feb·16 |
| 1x18 | "Dorothy and Ben"                      | Thomas Carter       | Scenariu: Michael De Guzman Povestire: Steven Spielberg          | 1986·Mar·02 |
| 1x19 | "Mirror, Mirror"                       | Martin Scorsese     | Scenariu: Joseph Minion Povestire: Steven Spielberg              | 1986·Mar·09 |
| 1x20 | "Secret Cinema"                        | Paul Bartel         | Paul Bartel                                                      | 1986·Apr·06 |
| 1x21 | "Hell Toupee"                          | Irvin Kershner      | Gail Parent & Kevin Parent                                       | 1986·Apr·13 |
| 1x22 | "The Doll"                             | Phil Joanou         | Richard Matheson                                                 | 1986·May·04 |
| 1x23 | "One for the Books"                    | Lesli Linka Glatter | Scenariu și Povestire: Richard Matheson                          | 1986·May·11 |
| 1x24 | "Grandpa's Ghost"                      | Timothy Hutton      | Scenariu: Michael De Guzman Povestire: Timothy Hutton            | 1986·May·25 |

### Sezonul II (1986-1987)
| #    | Titlu                         | Regizat de          | Scris de                                                                              | Premiera TV |
| ---- | ----------------------------- | ------------------- | ------------------------------------------------------------------------------------- | ----------- |
| 2x01 | "The Wedding Ring"            | Danny DeVito        | Scenariu: Stu Krieger Povestire: Steven Spielberg                                     | 1986·Sep·22 |
| 2x02 | "Miscalculation"              | Tom Holland         | Michael McDowell                                                                      | 1986·Sep·29 |
| 2x03 | "Magic Saturday"              | Robert Markowitz    | Richard Christian Matheson                                                            | 1986·Oct·06 |
| 2x04 | "Welcome to My Nightmare"     | Todd Holland        | Todd Holland                                                                          | 1986·Oct·13 |
| 2x05 | "You Gotta Believe Me"        | Kevin Reynolds      | Scenariu: Stu Krieger Povestire: Steven Spielberg                                     | 1986·Oct·20 |
| 2x06 | "The Greibble"                | Joe Dante           | Scenariu: Mick Garris Povestire: Steven Spielberg                                     | 1986·Nov·03 |
| 2x07 | "Life on Death Row"           | Mick Garris         | Scenariu: Rockne S. O'Bannon Povestire: Mick Garris                                   | 1986·Nov·10 |
| 2x08 | "Go to the Head of the Class" | Robert Zemeckis     | Scenariu: Mick Garris & Tom McLoughlin și Bob Gale                                    | 1986·Nov·21 |
| 2x09 | "Thanksgiving"                | Todd Holland        | Scenariu: Pierre R. Debs & Robert C. Fox                                              | 1986·Nov·24 |
| 2x10 | "The Pumpkin Competition"     | Norman Reynolds     | Peter Z. Orton                                                                        | 1986·Dec·01 |
| 2x11 | "What If...?"                 | Joan Darling        | Anne Spielberg                                                                        | 1986·Dec·08 |
| 2x12 | "The Eternal Mind"            | J. Michael Riva     | Julie Moskowitz & Gary Stephens                                                       | 1986·Dec·29 |
| 2x13 | "Lane Change"                 | Ken Kwapis          | Ali Marie Matheson                                                                    | 1987·Ian·12 |
| 2x14 | "Blue Man Down"               | Paul Michael Glaser | Scenariu: Jacob Epstein & Daniel Lindley Povestire: Steven Spielberg                  | 1987·Ian·19 |
| 2x15 | "The 21 Inch Sun"             | Nick Castle         | Bruce Kirschbaum                                                                      | 1987·Feb·02 |
| 2x16 | "The Family Dog"              | Brad Bird           | Brad Bird                                                                             | 1987·Feb·16 |
| 2x17 | "Gershwin's Trunk"            | Paul Bartel         | Paul Bartel & John Meyer                                                              | 1987·Mar·13 |
| 2x18 | "Such Interesting Neighbors"  | Graham Baker        | Scenariu: Mick Garris & Tom McLoughlin Povestire: Jack Finney                         | 1987·Mar·20 |
| 2x19 | "Without Diana"               | Lesli Linka Glatter | Mick Garris                                                                           | 1987·Mar·27 |
| 2x20 | "Moving Day"                  | Robert Stevens      | Frank Kerr                                                                            | 1987·Apr·03 |
| 2x21 | "Miss Stardust"               | Tobe Hooper         | Scenariu: Thomas E. Szollosi & Richard Christian Matheson Povestire: Richard Matheson | 1987·Apr·10 |

## Coloană sonoră
În 1999 Varèse Sarabande a lansat un CD conținând o reînregistrare a muzicii din episoadele "The Mission" și "Dorothy and Ben" (John Williams și Georges Delerue respectiv) plus tema de deschidere și de închidere realizată de Williams și interpretată de Royal Scottish National Orchestra dirijată de John Debney.
În 2006-2007, Intrada a lansat trei volume cu muzică originală din acest serial.
Volumul 1 (2006)
CD1:
- Amazing Stories Main Title - John Williams (1:02)
- Ghost Train - John Williams (15:45)
- Alamo Jobe - James Horner (10:01)
- Gather Ye Acorns - Bruce Broughton (18:37)
- The Doll - Georges Delerue (10:09)
- The Amazing Falsworth - Billy Goldenberg (8:47)

CD2:
- Amazing Stories Bumper #1 - John Williams (:04)
- Moving Day - David Shire (13:41)
- Without Diana - Georges Delerue (12:39)
- Mummy, Daddy - Danny Elfman & Steve Bartek (13:26)
- Vanessa In The Garden - Lennie Niehaus (13:23)
- Welcome To My Nightmare - Bruce Broughton (16:04)
- Amazing Stories End Credits - John Williams (:29)
- Amblin Logo - John Williams (:15)

Volumul 2 (2006)
CD 1:
- Amazing Stories Main Title Alternate #1 - John Williams (1:03)
- Boo! - Jerry Goldsmith (12:13)
- What If...? - Billy Goldenberg (12:32)
- Dorothy And Ben - Georges Delerue (10:10)
- The Main Attraction - Craig Safan (12:09)
- Such Interesting Neighbors - David Newman (17:13)
- Thanksgiving - Bruce Broughton (12:14)

CD 2:
- Amazing Stories Bumper #2 - John Williams (:04)
- Hell Toupee - David Shire (13:41)
- One For The Road - Johnny Mandel (8:40)
- The Remote Control Man - Arthur B. Rubinstein (12:53)
- The Greibble - John Addison (15:43)
- No Day At The Beach - Leonard Rosenman (11:04)
- Santa ’85 - Thomas Newman (13:05)
- Amazing Stories End Credits - John Williams (:29)
- Amblin Logo (Christmas Version) - John Williams (:15)

Volumul 3 (2007)
CD 1:
- Amazing Stories Main Title Alternate #2 - John Williams (1:03)
- Go To The Head Of The Class - Alan Silvestri (26:58)
- The Wedding Ring - Craig Safan (12:51)
- Mirror, Mirror - Michael Kamen (24:56)
- Mr. Magic - Bruce Broughton (12:50)

CD 2:
- Amazing Stories Bumper #1 - John Williams (:04)
- Secret Cinema - Billy Goldenberg (7:56)
- Life On Death Row - Fred Steiner (13:57)
- The Pumpkin Competition - John Addison (14:29)
- Grandpa's Ghost - Pat Metheny (11:06)
- The Mission - John Williams (29:55)
- Amazing Stories End Credits - John Williams (:29)
- Amblin Logo (Alternate) - John Williams (:15)

## Primire
Serialul a avut parte de recenzii majoritar favorabile. Cu toate acestea, unii recenzori nu au fost impresionați, Jeff Jarvis de la revista People afirmând că "Amazing Stories este una din cele mai mari dezamăgiri pe care am văzut-o vreodată la TV."

## ProduseSpin-off
Un episod al serialului, "The Family Dog", a fost transformat într-un serial omonim la șase ani după serialul inițial. Family Dog a fost transmis pe CBS având 10 episoade. 
Jocul video The Dig este bazat pe o idee originală a lui Spielberg pe care a avut-o pentru serialul Amazing Stories, dar a decis că ar fi prea scump pentru a fi filmat acest episod.
În 1985-86, TSR a publicat șase romane sub sigla "Amazing Stories":
1. The 4-D Funhouse de Clayton Emery și Earl Wajenberg. Copertă de Jeff Easley.
2. Jaguar! de Morris Simon. Copertă de Jeff Easley.
3. Portrait in Blood de Mary L. Kirchoff (menționat ca Mary Kirchoff). Copertă de Jeff Easley.
4. Nightmare Universe de Gene DeWeese și Robert Coulson. Copertă de Jeff Easley.
5. Starskimmer de John Betancourt. Copertă de Doug Chaffee.
6. Day of the Mayfly de Lee Enderlin. Copertă de Doug Chaffee.

## Legături externe
- Amazing Stories la Internet Movie Database
- Amazing Stories la TV.com
- „Amazing Stories”. Official site (Sci Fi Channel). Arhivat din originalul de la 9 februarie 2005. Accesat în 5 octombrie 2015.
- http://www.cinemagia.ro/filme/amazing-stories-calatorie-in-timp-10492/
- http://www.cinemarx.ro/filme/Amazing-Stories-Amazing-Stories-389274.html Arhivat în 6 octombrie 2015, la Wayback Machine.

## Vezi și
- Amazing Stories (serial din 2020)